# Бугаевка (Сумская область)
Бугаевка (укр. Бугаївка) — село, Ягановский сельский совет,
Липоводолинский район, Сумская область, Украина. Код КОАТУУ — 5923287203. Население по переписи 2001 года составляло 40 человек.

## Географическое положение
Село Бугаевка находится на одном из истоков реки Артополот. На расстоянии до 1 км расположены сёла Ивановка и Холодник (Роменский район).